# De Havilland Comet
O de Havilland DH 106 Comet, ou simplesmente Comet, é um avião comercial construído pela indústria aeronáutica inglesa de Havilland, que fez história por ser a primeira aeronave comercial propulsionada por motores a jato.
Com quatro reatores embutidos nas asas, começou a operar em 1952, pela companhia aérea inglesa British Overseas Airways Corporation - BOAC, com primeiro voo entre Londres e Joanesburgo.
Foi a primeira aeronave a propiciar o glamour e conforto da era a jato, cobiçada pelas principais empresas da época como a Pan-Am, BOAC, TWA, mas após dois acidentes fatais em 1954, quando todos os modelos foram proibidos de voar até que se encontrassem as causas, suas vendas entraram em declínio. Um inquérito constatou falhas no projeto das aeronaves. Como os jatos voam em altitudes superiores, as oscilações de temperatura e o sistema de pressurização causam fadiga no material, problema desconhecido na época. As janelas quadradas e as entradas das antenas do rádio, sofriam pressão maior, ocasionando micro-rachaduras, que se agravavam durante o voo, causando a desintegração das duas aeronaves, uma da BOAC e outra da South African Airlines, na época subsidiaria da BOAC.
As investigações foram acompanhadas pelo então primeiro ministro inglês Winston Churchill, que tinha grande apreço pela indústria aeronáutica de seu país.

## Idealização
No momento pós-guerra da Europa, o Reino Unido acabou criando um comitê para organizar as ideias que as companhias britânicas e irlandesas, como BOAC e BEA dariam para suprir suas necessidades em aviões comerciais. Assim surgiu um projeto de aeronave pressurizada que tivesse uma grande velocidade para percorrer rotas de longo alcance tanto domésticos quanto internacionais. Assim, o magnata das aeronaves britânicas Geoffrey de Havilland viu nesse projeto uma maneira de ganhar a confiança das companhias aéreas, já que a empresa era apenas conhecida por diversos turbo-hélices e aviões militares. A ideia inicial era um jato pequeno, semelhantes aos jatos monomotores atuais da Cirrus, mas, com cada vez mais "pitacos" das companhias aéreas, o jato ficou cada vez maior e mais ambicioso. Assim, foi planejado o Comet 1. 

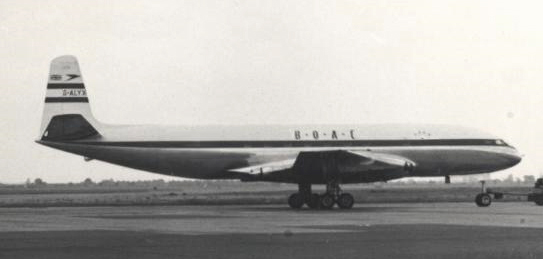
Comet 1 da British Overseas Airways Corporation no Aeroporto de Londres-Heathrow em 1953.

O Comet tinha um design em quesito de aerodinâmica bem limpo, com poucos indícios de arrasto, os reatores De Havilland Ghost eram embutidos nas asas, com uma potência estimada de 22 000 newtons. Apesar das novidades promissoras, muitos dos designs da fuselagem do Comet eram herdados de aviões comerciais que voavam em alturas bem menores do que o Comet, alguns dos designs eram as janelas quadradas, que durante diversos voos pressurizados, criavam pontos de tensão e estresse que rasgariam a fuselagem, assim como o espaço mal-planejado da antena de rádio ADF instalada, isso fazia com que os Comets se tornassem verdadeiras bombas-relógio. Após os dois misteriosos acidentes, diversos clientes do Comet, como Pan American World Airways e Trans World Airlines foram repudiados imediatamente com o jato e visaram os projetos americanos Boeing 707 e Douglas DC-8. Mesmo assim, várias empresas como a BOAC, South African Airways e até a Aerolíneas Argentinas compraram o jato, ainda sim em versões mais avançadas.

## Inquérito de 1954
Modelo do Avião em questão Comet I
Os navios de salvamento da Marinha Real Britânica foram enviados ao local do primeiro acidente para resgatar as peças submersas do avião. O segundo acidente aconteceu sobre águas profundas, resgatando-se 2/3 das peças. Os destroços foram, então, enviados a Farnborough, Inglaterra, onde o Comet acidentado foi remontado, utilizando-se peças novas no lugar das que não foram resgatadas após o acidente.
Um outro Comet foi colocado em um tanque com água, para simular a mesma situação de diferença de pressão atmosférica e desgaste de material.
A maioria dos aviões da época voavam a baixas altitudes, onde a pressão atmosférica era semelhante à da superfície da terra. Porém os aviões a jato necessitam voar a uma altitude muito grande, onde a pressão atmosférica é mínima, para evitar turbulências e tempestade. Como o ser humano não consegue ficar consciente com uma pressão muito baixa, os aviões a jato precisam ter um sistema que deixe a pressão dentro do avião bem maior que a de fora.
Descobriu-se finalmente que os projetistas não tinham preparado a estrutura para ser usada com essa diferença de pressão, logo os aviões eram verdadeiras "bombas" voadoras. Bastou uma rachadura no teto do primeiro Comet acidentado para que ele se desintegrasse em pleno voo. No caso do Comet resgatado do fundo do mar, a rachadura havia se iniciado onde a superfície metálica fora cortada em retângulo, para a instalação de uma antena de ADF. Também as janelas dos primeiros Comet eram quadradas, o que criava pontos de tensão nas extremidades. É por isso que, a partir dessas tragédias, os aviões passaram a ter janelas redondas e ovais, com o propósito de descentralizar a tensão e, consequentemente, a fadiga metálica.
As janelas eram postas a pregos, procedimento comum a aeronaves que voavam sob motores turboélice e não conseguiam cruzar a altitude das nuvens. Durante a Segunda Guerra Mundial, inúmeros bombardeiros foram perdidos por não suportarem a variação de pressão ao cruzarem o teto limite para se ocultarem de seus inimigos. No caso do Comet, a falha só foi exposta durante o investigação que mostrou como o processo de montagem das janelas influenciava na aparição das rachaduras derivadas da variação de pressão e da força aplicada sobre o frágil material (alumínio), com a aplicação dos pregos.

## Acidentes
Inesperadamente, em janeiro de 1954, o Voo BOAC 781. O Comet "Yoke Peter" prefixo G-ALYP que havia decolado de Roma no antigo Aeroporto de Ciampino cujo era o mais movimentado da capital, quando se aproximava da Ilha de Elba para uma escala, se desintegrou enquanto sobrevoava o mar, matando todos os ocupantes (35).
Os voos foram suspensos por um tempo, mas assim que foram retomados outra aeronave sofreu um acidente em pleno ar, novamente matando todos os ocupantes.
Na madrugada de 23 de novembro de 1961, o jato Comet 4 de prefixo LV-AHR, das Aerolineas Argentinas, caiu logo após decolar de Viracopos (Campinas, São Paulo), provocando a morte das 52 pessoas que estavam a bordo. Os motores apresentaram problemas durante o procedimento de decolagem e a aeronave ficou descontrolada. Foi então perdendo altitude até atingir um eucaliptal situado a 500 metros da cabeceira da pista da então zona rural do município de Campinas. Com o impacto, o avião abriu uma clareira de 400 metros de extensão entre as árvores e foi se despedaçando até bater contra um pequeno morro onde acabou por explodir.

## Especificações
|                                          | Comet 1                                                                          | Comet 2                                                                                 | Comet 3                                                                                 | Comet 4                                                                             |
| ---------------------------------------- | -------------------------------------------------------------------------------- | --------------------------------------------------------------------------------------- | --------------------------------------------------------------------------------------- | ----------------------------------------------------------------------------------- |
| Tripulação                               | 4 (piloto, co-piloto, engenheiro de voo e operador de rádio/navegação)           | 4 (piloto, co-piloto, engenheiro de voo e operador de rádio/navegação)                  | 4 (piloto, co-piloto, engenheiro de voo e operador de rádio/navegação)                  | 4 (piloto, co-piloto, engenheiro de voo e operador de rádio/navegação)              |
| Passageiros                              | 36-44                                                                            | 36-44                                                                                   | 58-76                                                                                   | 56-81                                                                               |
| Comprimento                              | 28 metros (91,9 pés)                                                             | 29,29 metros (96,1 pés)                                                                 | 33,99 metros (112 pés)                                                                  | 33,99 metros (112 pés)                                                              |
| Envergadura                              | 35 metros (115 pés)                                                              | 35 metros (115 pés)                                                                     | 35 metros (115 pés)                                                                     | 35 metros (115 pés)                                                                 |
| Altura da cauda                          | 8,99 metros (29,5 pés)                                                           | 8,99 metros (29,5 pés)                                                                  | 8,99 metros (29,5 pés)                                                                  | 8,99 metros (29,5 pés)                                                              |
| Área alar                                | 187,2 metros quadrados (2 020 pés quadrados)                                     | 187,2 metros quadrados (2 020 pés quadrados)                                            | 187,2 metros quadrados (2 020 pés quadrados)                                            | 197 metros quadrados (2 120 pés quadrados)                                          |
| Alongamento                              | 6.54                                                                             | 6.54                                                                                    | 6.54                                                                                    | 6.22                                                                                |
| Peso máx de decolagem (MTOW)             | 50 000 quilogramas (110 000 libras)                                              | 54 000 quilogramas (119 000 libras)                                                     | 68 000 quilogramas (150 000 libras)                                                     | 71 000 quilogramas (157 000 libras)                                                 |
| Alcance operacional (performance típica) | 2 400 quilômetros (1 490 milhas)                                                 | 4 200 quilômetros (2 610 milhas)                                                        | 4 300 quilômetros (2 670 milhas)                                                        | 5 190 quilômetros (3 220 milhas)                                                    |
| Velocidade de cruzeiro                   | 740 quilômetros por hora (460 milhas por hora)                                   | 790 quilômetros por hora (491 milhas por hora)                                          | 840 quilômetros por hora (522 milhas por hora)                                          | 840 quilômetros por hora (522 milhas por hora)                                      |
| Teto de serviço de cruzeiro              | 13 000 metros (42 700 pés)                                                       | 13 000 metros (42 700 pés)                                                              | 14 000 metros (45 900 pés)                                                              | 13 000 metros (42 700 pés)                                                          |
| Motorização (x 4)                        | Turbojatos Halford H.2 Ghost 50 Empuxo: 2 240 quilogramas-força (22 000 newtons) | Turbojatos Rolls-Royce Avon Mk 503/504 Empuxo: 3 160 quilogramas-força (31 000 newtons) | Turbojatos Rolls-Royce Avon Mk 502/521 Empuxo: 4 490 quilogramas-força (44 000 newtons) | Turbojatos Rolls-Royce Avon Mk 524 Empuxo: 4 790 quilogramas-força (47 000 newtons) |